# 김철언 (육상 선수)
김철언(金哲彦, 1964년 2월 1일~)은 대한민국의 육상 선수이다.
재일 한국인 3세로 일본에서 활약했다. 하코네 역전 경주에서 이름을 떨쳤고, 일본육상경기연맹 여자 장거리 마라톤 강화부장을 지냈다.

## 생애
일본 후쿠오카현 기타큐슈시 출신. 애초 일본 통명인 '기노시타 데쓰히코'(木下哲彦)를 사용하다가 대학 졸업시에 한국명인 '金哲彦'을 사용하기 시작했다. 일본에서는 '金哲彦'의 일본식 발음대로 '긴 데쓰히코'라고 부르는 경우가 많다. 와세다 대학 재학 중 4년 내내 하코네 역전 경주에서 오르막길로 유명한 5구간을 담당하며 '5구간 전문가'로 이름을 떨쳤다. 1984년과 1985년 와세다 대학의 연속 우승에 크게 기여하며 '오르막길의 기노시타'로 불렸다. 졸업후 리크루트에 취직했다. 1987년 벳푸오이타 마이니치 마라톤 대회에서 3위를 차지했다. 2006년 대장암 수술을 받았지만 2007년 마라톤 코스를 완주했다.